# Duna di Capratica
Duna di Capratica este o arie protejată (arie specială de conservare — SAC, sit de importanță comunitară — SCI) din Italia întinsă pe o suprafață de 30 ha, integral pe uscat.

## Localizare
Centrul sitului Duna di Capratica este situat la coordonatele 41°16′34″N 13°23′26″E / 41.276111°N 13.390556°E.

## Înființare
Situl Duna di Capratica a fost declarat sit de importanță comunitară în iunie 1995 pentru a proteja un număr necunoscut de specii din flora spontană și fauna sălbatică aflate în arealul zonei. Situl a fost protejat și ca arie specială de conservare în decembrie 2016.

## Biodiversitate
Situată în ecoregiunea mediteraneană, aria protejată conține 7 habitate naturale: Dune mobile de-a lungul țărmului cu Ammophila arenaria („dune albe”), Dune de coastă cu Juniperus spp., Dune cu vegetație ierboasă Malcolmietalia, Dune mobile cu vegetație embrionară, Vegetație anuală la limita mareei, Dune cu vegetație ierboasă Brachypodietalia cu specii anuale, Dune de pe litoral fixate cu Crucianellion maritimae.
La baza desemnării sitului se află un număr nedeclarat de specii protejate.
Pe lângă speciile protejate, pe teritoriul sitului au mai fost identificate 1 specie de plante, 1 specie de amfibieni, 3 specii de nevertebrate.